# Neuraminidáz

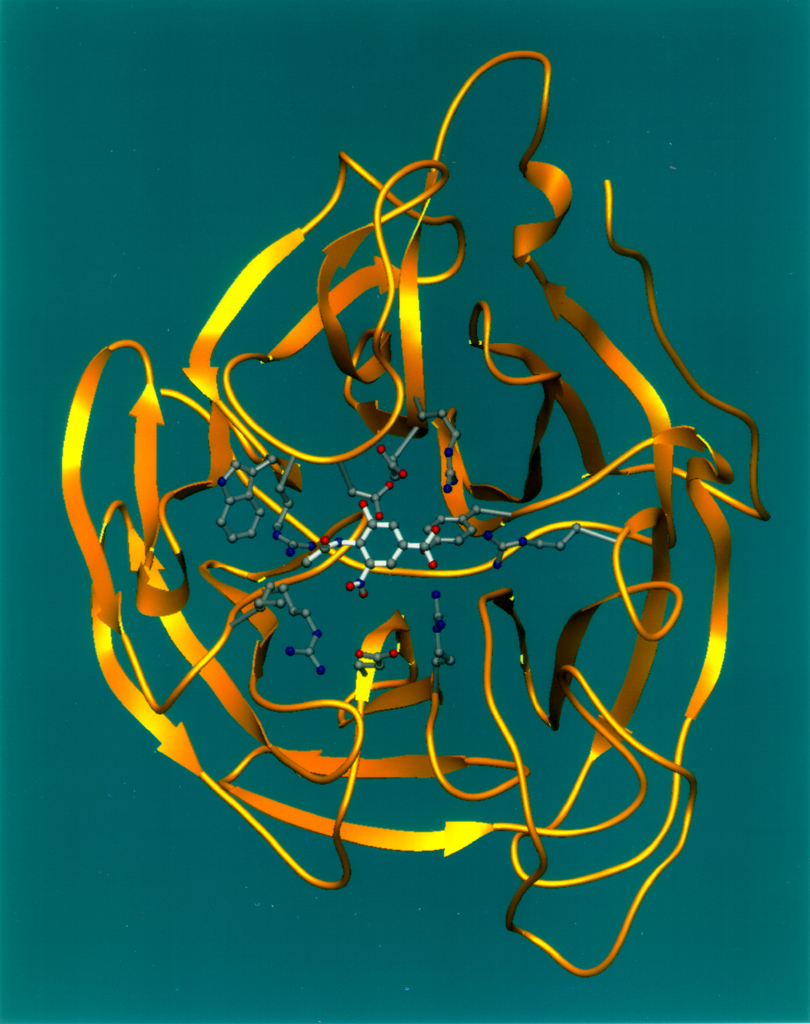
Az A típusú influenza N9 neuraminidázának kristálytani struktúrája és komplexuma a 2-dezoxi-2,3-dehidro-N-acetil neuraminsav inhibitorral.

 A neuraminidáz (vagy szialidáz) enzimek olyan glükozidáz enzimek (EC-szám: 3.2.1.18), amelyek megszakítják a neuraminsav glükozid kötéseit. Nagy család, amely nagyon sokféle organizmusban található meg.
A legismertebb neuraminidáz az influenza-vírus-neuraminidáz, amely a sejthártyában található bizonyos neuraminsavtartalmú vegyületek bontásával a vírus genomjának bejutását segíti a sejtplazmába. Háromdimenziós struktúráját 1983-ban fejtették meg, és ez volt az az áttörés, ami lehetővé tette neuraminidáz-gátló gyógyszerek kifejlesztését a betegség megelőzésére. Az influenzavírus felületén található vírus-neuraminidázt gyakran használják antigén-determinánsként (vagy epitóp, olyan molekularész, amelyet az immunrendszer képes felismerni). Egyes variánsai nagyobb virulenciát kölcsönöznek az influenzavírusnak, mint mások.
Egyes neuraminidáz-homológok az emlősök testében is megtalálhatók, sokféle funkcióval. Az emberi genomban legalább négyféle szialidáz-homológot írtak le, ezek a NEU1, a NEU2, a NEU3 és a NEU4.

## Fordítás
- Ez a szócikk részben vagy egészben a Neuraminidase című angol Wikipédia-szócikk ezen változatának fordításán alapul.  Az eredeti cikk szerkesztőit annak laptörténete sorolja fel. Ez a jelzés csupán a megfogalmazás eredetét és a szerzői jogokat jelzi, nem szolgál a cikkben szereplő információk forrásmegjelöléseként.